# Medalha Lorne Pierce
A  Medalha Lorne Pierce,  instituída em 1926, é uma distinção concedida pela Sociedade Real do Canadá para reconhecer uma obra de criação ou crítica literária de importância específica e mérito excepcional, escrito em inglês ou francês.
A distinção foi estabelecida em homenagem a Lorne Pierce (1890–1961)  que,  como editor da "Ryerson Press", contribuiu durante quarenta anos para o desenvolvimento e a apreciação da literatura canadense.
A concessão, uma medalha de prata chapeada de ouro,  é conferida a cada dois anos, se houver um candidato  que preencha os requisitos. 

## Laureados[1]
- 1926 - Charles G.D. Roberts
- 1927 - Duncan C. Scott
- 1928 - Bliss Carman
- 1929 - Camille Roy
- 1930 - Sir Andrew Macphail
- 1932 - Archibald MacMechan
- 1934 - Frederick Philip Grove
- 1935 - Édouard Montpetit
- 1936 - Pelham Edgar
- 1937 - Stephen Leacock
- 1938 - Mazo de la Roche
- 1939 - Wilfrid Bovey
- 1940 - E. J. Pratt
- 1941 - Léon Gérin
- 1942 - Watson Kirkconnell
- 1943 - George H. Clarke
- 1944 - Audrey Alexandra Brown
- 1945 - Félix-Antoine Savard
- 1946 - Charles N. Cochrane
- 1947 - Dorothy Livesay
- 1948 - Gabrielle Roy
- 1949 - John Murray Gibbon
- 1950 - Marius Barbeau
- 1951 - Edward Killoran Brown
- 1952 - Hugh MacLennan
- 1953 - Earle Birney
- 1954 - Alain Grandbois
- 1955 - William Bruce Hutchison
- 1956 - Thomas H. Raddall
- 1957 - A. M. Klein
- 1958 - Northrop Frye
- 1959 - Philippe Panneton
- 1960 - Morley Callaghan
- 1961 - Robertson Davies
- 1962 - Francis Reginald Scott
- 1963 - Léo-Paul Desrosiers
- 1964 - Ethel Wilson
- 1966 - Arthur James Marshall Smith
- 1968 - Robert Duer Clayton Finch
- 1970 - Roy Daniells
- 1972 - W.C. Desmond Pacey
- 1974 - Rina Lasnier
- 1976 - Douglas LePan
- 1978 - Carl F. Klinck
- 1980 - Antonine Maillet
- 1982 - Malcolm Ross
- 1984 - Sheila Watson
- 1986 - Rudy Wiebe
- 1989 - Maurice Lemire
- 1991 - Gilles Marcotte
- 1993 - Alice Munro
- 1996 - Clément Moisan
- 1998 - David Staines
- 2000 - Jean-Louis Major
- 2002 - Sandra Djwa
- 2004 - William H. New
- 2006 - Paul Wyczynski
- 2008 - Rosemary Sullivan
- 2012 - Aritha Van Herk
- 2014 - Jack Hodgins
- 2016 - Linda Hutcheon
- 2018 - Margaret Atwood
- 2020 - Michel Biron